# مايكل بلومنتال
فيرنر مايكل بلومنتال (بالألمانية: W. Michael Blumenthal)‏ (و. 1926 – م) هو اقتصادي وسياسي أمريكي ولد في ألمانيا. شغل منصب وزير الخزانة الأمريكي في عهد الرئيس جيمي كارتر من 1977 إلى 1979.
ولد بلومنتال في أورانينبورغ، وهرب من ألمانيا النازية في سن الثالثة عشرة مع أسرته اليهودية في عام 1939، وأجبر على قضاء فترة الحرب العالمية الثانية في غيتو شنغهاي أيام الاحتلال الياباني للصين حتى عام 1947. ثم شق طريقه إلى سان فرانسيسكو وبدأ يعمل في وظائف بسيطة ليدخل نفسه للمدرسة. وتخرج في النهاية من جامعة كاليفورنيا في بيركلي وجامعة برينستون بدرجة في الاقتصاد الدولي. خلال حياته المهنية، أصبح نشطا في كل من الأعمال التجارية والخدمات العامة.
وقبل تعيينه في وزارة الرئيس كارتر المنتخب حديثا، كان بلومنتال قائدا ناجحا في قطاع الأعمال، وقد شغل بالفعل مناصب إدارية في ظل الرئيسين جون كينيدي وليندون جونسون. وباعتباره عضوا في إدارة كارتر، ساعد في توجيه السياسة الاقتصادية واشترك في إعادة العلاقات مع الصين. بعد استقالته، أصبح رئيس مجلس الإدارة والرئيس التنفيذي لشركة بوروس وشركة ويونيسيس، وتلاها بسبعة عشر عاما كمدير للمتحف اليهودي المعاد في برلين.

## روابط خارجية
- مايكل بلومنتال على موقع مونزينجر (الألمانية)
- مايكل بلومنتال على موقع إن إن دي بي (الإنجليزية)